# Bénye
Bénye es un pueblo húngaro perteneciente al distrito de Monor, condado de Pest.

## Superficie
Cuenta con una superficie de 16,52 km².

## Demografía
Hasta 2024 la población era de 1205 habitantes, con una densidad de población de 72,94 hab/km².
| Gráfica de evolución demográfica de Bénye entre 2020 y 2024 |
|                                                             |
| Datos según la Oficina Central de Estadística de Hungría.   |